# 山崎健

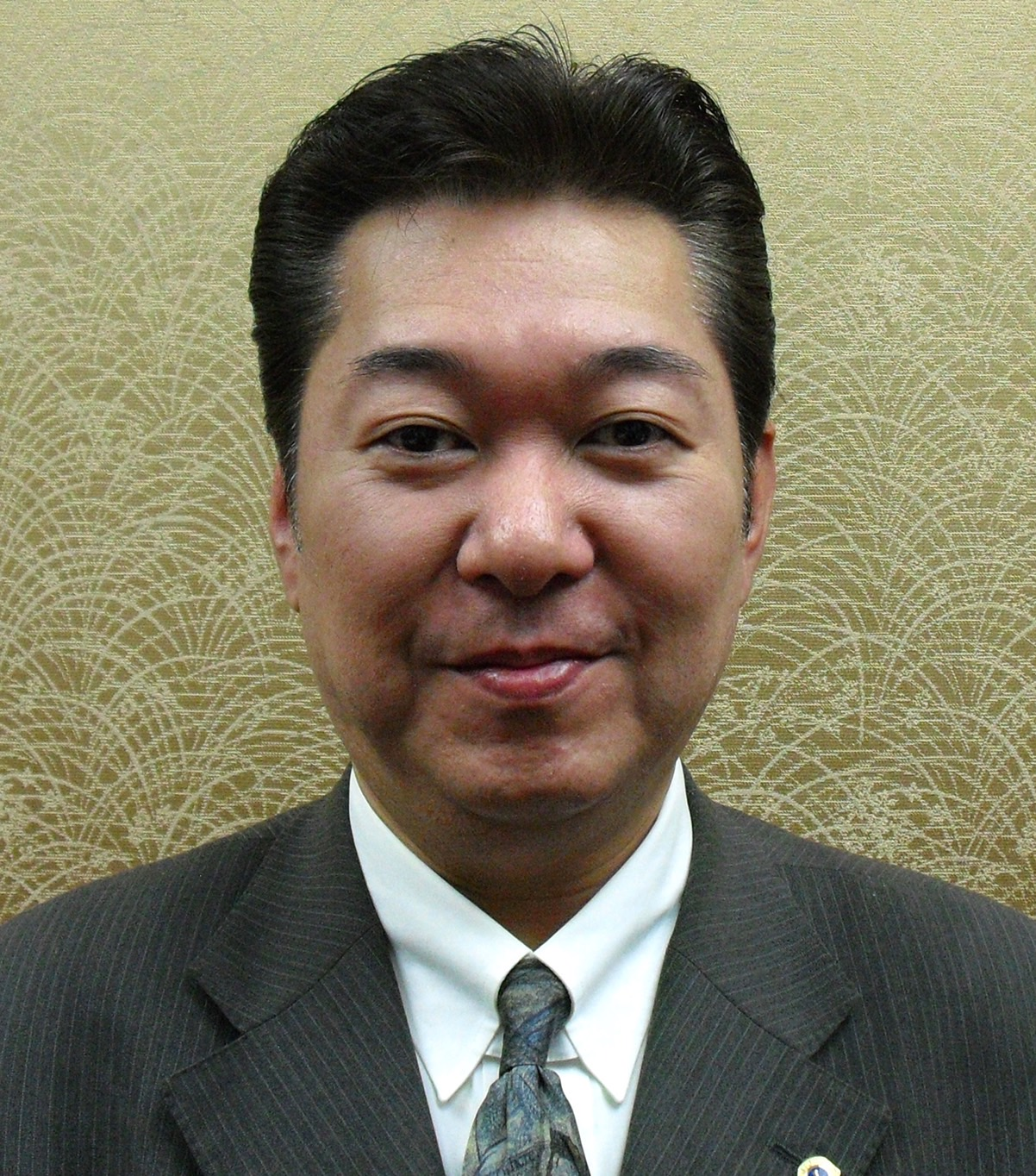

山崎 健（やまざき けん、1969年1月7日 - ）は、日本の釜石はまゆり飲食店会の会長、元日本バーテンダー協会の認定バーテンダー、釜石ライオンズクラブの会長経験者。

## 来歴
岩手県上閉伊郡大槌町出身。
2003年（平成15年）、岩手県釜石市にて飲食店「BarLINK」を創業。
2011年（平成23年）、東日本大震災にて店舗が被災し、同年12月に仮設店舗「釜石はまゆり飲食店街」へ入居、他薦にて釜石はまゆり飲食店会の会長へ就任。
2016年（平成28年）、ライオンズクラブ国際協会332-B地区5R2Z釜石ライオンズクラブ」の会長へ就任。

## 人物
釜石はまゆり飲食店会の会長就任以降、仮設店舗の集客を目的にNHKや民放のテレビ番組へ無償出演・ラジオにて独自コーナーを無償で担当した。
2012年に釜石市の協力を得て釜石市初の公式な街コンを開催した。
新型コロナウイルス感染初期の2020年2月にはスタッフとして既に、京都府園部ライオンズクラブとの支援活動（園部高校の生徒達による被災地へエールを贈る合唱コンサート）を含む、本来ならば直接交流すべき多種多様な会合を遠隔リモートで確立した。

## 主催
2012年（平成24年）9月15日に開催された「釜石街コン」の実行委員長を務める。MCとして、加藤裕・斉藤世梨亜が出演。
2015年（平成27年）9月27日に開催された「釜石JAZZ&POPフェスティバル2015」の実行委員長を務める。MCに高橋佳代子アナウンサー、演者として八神純子・北田了一・YAMATO・BRONZE道心・みのもとみこ・アンダーパスが出演。

## 出演
2012年（平成24年）07月13日、テレビ岩手「5きげんテレビ《釜石キャラバン》」の番組現場が釜石はまゆり飲食店街で行われ、生放送出演した。
2015年（平成27年）01月01日、NHK総合「新春 つなげようニッポン! 2015めでたいカレンダー」へ生放送出演。
2015年（平成27年）03月07日～2017年（平成29年）03月31日、かまいしさいがいエフエム「はまっこラジオ」にて「バーヒストリー」コーナーを担当し、毎週木曜日に生放送出演。
2015年（平成27年）03月08日、NHK総合「特集 明日へ −支えあおう− 震災から4年 つなげよう」へ出演。
2015年（平成27年）03月25日、IBCラジオ「ワイドステーション《684レポート》」へ生放送出演。
2015年（平成27年）08月22日、日本テレビ「24時間テレビ(38)《愛は地球を救う》」 へ出演。
2016年（平成28年）02月29日、テレビ朝日「テレメンタリー《“3.11”を忘れない60 誰がために街はある～仮設飲食店街の苦悩～》」へ出演。
2017年（平成29年）12月12日、テレビ朝日「報道STATION《お店の灯りはいつまで…釜石・呑ん兵衛横丁》」へ生放送出演。
2018年（平成30年）02月07日、エフエム東京「LOVE & HOPE ～ヒューマン・ケア・プロジェクト～」へ出演。